# 莱昂·奥斯曼
利安·奧士文（英語：Leon Osman，1981年5月17日—），英格蘭職業足球員，司職中場。他是由愛華頓青年隊出身的球員，曾被外借到卡萊爾和打比郡。奧士文的父親是塞浦路斯北部的居民，因此他擁有一半土耳其族塞浦路斯人的血統，但他曾表示自己只合資格的代表英格蘭作賽。

## 生平

### 球會
奧士文為愛華頓青年隊的成員。1998年，奧士文與同期的青訓球員李察·鄧尼、謝菲斯和希拔一同帶領愛華頓青年隊贏得英格蘭足總青年盃。可是，奧士文之後受嚴重膝傷困擾，讓他之後的整整一年都未能作賽。2002年10月，奧士文被外借到較低組別的球會，更曾贏得「每月最佳球員」。2003年1月，奧士文返回愛華頓，並在4-1大勝曼聯預備組比賽大演帽子戲法。
2003年夏天，奧士文獲球會延長合約一年。雖然如此，但他未能成功打入愛華頓的主力陣容中。其後他被外借到打比郡，並在那裡表現良好，縱然他只短暫的效力3個月，但奧士文給打比郡球迷他留下深刻的印象，更令當時打比郡的領隊佐治·貝利（George Burley）試圖收購他。終於在這次的外借生涯完結後，在2003/04年賽季的後段，奧士文漸得到大衛·莫耶斯的重用。
從打比郡回歸後，奧士文在愛華頓該屆的最後一場對狼隊的英超比賽中上陣。當時只有23歲的奧士文在開賽後3分鐘便能把握機會，為球隊先開紀錄。在2004/05年賽季，奧士文成為球隊主力，擔任正選右翼。在慕耶斯的4-1-4-1陣式下，他與基爾賓尼分任左、右兩翼，為前鋒提供前線上的支援。奧士文的表現亦十分稱職，他在該賽季取得7個聯賽入球，愛華頓亦取得聯賽第4名。
在之後的一季，慕耶斯從熱刺簽下西蒙·戴維斯，直接影響奧士文的上陣機會，但他還是以表現來說服慕耶斯，他重新確立自己的正選位置，西蒙·戴維斯慢慢減少上陣機會。奧士文攻入了6個入球，又在對的英格蘭足總盃射入扳平的一球。在這個賽季，奧士文在戰術上的位置變得靈活，他既被安排過出任兩翼，亦曾擔任過影子前鋒，支援中鋒比亞堤。奧士文的出色演出，令愛華頓領隊大衛·莫耶斯建議英格蘭國家隊領隊麥卡倫應把奧士文召入隊中。麥卡倫亦在出席了在布力般流浪對愛華頓的比賽中，奧士文在該場比賽當選最佳球員。
奧士文在2007/08年球季演出同樣優異，取得兩個入球，他在對韋根和熱刺的比賽中皆取得入球，但從多蒙特借來的南非國腳派拿與他踢法相似，令奧士文的正選位置受到威脅。
2013年5月24日，奧士文與愛華頓簽新合約留隊至2015年夏季

### 國家隊
2012年11月8日，奧士文首次獲英格蘭徵召於2012年11月14日作客瑞典國家隊的國際友誼賽並於當日正選上陣。

## 外部連結
- 足球数据库：莱昂·奥斯曼的球员统计数据